# سنگ یادبود مرنپتاه
سنگ یادبود مرنپتاه (انگلیسی: Merneptah Stele) کتیبه ای است از مرنپتاه،همینطور معروف به لوح سنگی اسراییل  یا لوح پیروزی مرنپتاه فرعون در مصر باستان که از سال ۱۲۱۳ تا ۱۲۰۳ پیش از میلاد سلطنت کرد. کشف شده توسط فلندرز پتری در تبای (مصر باستان) در سال ۱۸۹۶، اکنون در موزه مصر در قاهره نگهداری می‌شود.
این متن عمدتاً شرح پیروزی مرنپتا بر لیبیای باستان و متحدان آنها است، اما سه خط آخر از 28 خط به لشکرکشی جداگانه در کنعان، که در آن زمان بخشی از متصرفات امپراتوری مصر بود، می پردازد. گاهی اوقات از آن به عنوان "سنگ نوشته اسرائیل" یاد می شود زیرا اکثر محققان مجموعه ای از هیروگلیف ها را در خط 27 به عنوان "اسرائیل" ترجمه می کنند. ترجمه های جایگزین پیشرفته شده اند اما به طور گسترده پذیرفته نشده اند.
این سنگ نشان دهنده قدیمی ترین اشاره متنی به اسرائیل و تنها مرجع مصر باستان است.  این یکی از چهار کتیبه شناخته شده از عصر آهن است که مربوط به زمان اسرائیل باستان است و نام آنها را ذکر می کند، و بقیه سنگ نوشته های سنگ نوشته مشا،  تل دان و تک سنگ های کورخ هستند. در نتیجه، برخی سنگ مرنپتا را معروف ترین کشف پتری می دانند، نظری که خود پتری نیز با آن موافق بود.  